# Ямкун
Ямку́н (рос. Ямкун) — село у складі Газімуро-Заводського району Забайкальського краю, Росія. Входить до складу Газімуро-Заводського сільського поселення.
Стара назва — Курорт Ямкун.

## Населення
Населення — 154 особи (2010; 153 у 2002).
Національний склад (станом на 2002 рік):
- росіяни — 99 %